# Paul de Casteljau
Paul de Casteljau, nascido em 1930 em Besançon, na França, é físico e matemático. Em 1957, quando trabalhava na Citroën, desenvolveu algoritmos para os cálculos de uma determinada família de curvas, as quais foram trazidas a público pelo engenheiro Pierre Bézier.
Tais entes geométricos são chamadas de curvas de Casteljau ou curvas de Bézier